# Anna Gabriella Ceccatelli
Anna Gabriella Ceccatelli, conosciuta come Gabriella Ceccatelli (Prato, 1º dicembre 1927 – Roma, 21 febbraio 2001), è stata una politica italiana, sottosegretario al ministero dell'ambiente nei governi Goria e De Mita.

## Biografia
Primogenita di quattro figli, nell'ottobre 1977, in occasione del XIV convegno del movimento femminile della Democrazia Cristiana, fu eletta delegato nazionale; fu riconfermata nella stessa posizione al quindicesimo convegno del novembre 1982. Fu molto vicina all'associazionismo cattolico.
Senatrice della DC per due legislature, dal 1983 al 1992, ha ricoperto anche il ruolo di sottosegretario al ministero dell'ambiente nel governo Goria (1987-1988) e nel successivo governo De Mita (1988-1989).